# Hyporhamphus affinis
Hyporhamphus affinis (Günther, 1866) è un pesce osseo marino appartenente alla famiglia Hemiramphidae. 

## Distribuzione e habitat
L'areale di questa specie comprende l'intero Indo-Pacifico tropicale eccetto le Hawaii e l'arcipelago malese. È presente nel mar Rosso da cui è penetrato nel mar Mediterraneo attraverso la migrazione lessepsiana. Nel Mediterraneo non è comune, è presente in Libano e sulle coste tunisine.
È una specie strettamente costiera che vive appena sotto il pelo dell'acqua. É particolarmente comune lungo le barriere coralline e le coste delle isole.
Vive a profondità comprese tra 0 e 6 metri.

## Descrizione
Come tutti gli Hemiramphidae ha la mascella inferiore allungata come quelle dell'aguglia comune mentre la superiore è di lunghezza normale e di forma triangolare. Il corpo è slanciato, con ventre e dorso diritti e paralleli (al contrario dell'affine Hemiramphus far, anch'esso immigrato nel Mediterraneo orientale), la pinna dorsale e la pinna anale sono brevi e arretrate, poste appena prima del peduncolo caudale. La pinna dorsale è inserita leggermente più avanti dell'anale. Le pinne ventrali sono inserite posteriormente alla metà del corpo. La pinna caudale è forcuta con il lobo inferiore più grande di quello superiore. Il corpo è coperto di scaglie piuttosto grandi. La colorazione è blu scuro sul dorso con una banda argentata sul fianco e ventre bianco argenteo. La mascella inferiore ha la punta rosso vivo.
La taglia massima nota è di 38 cm ma comunemente raggiunge dimensioni inferiori, spesso sotto i 20 cm.

## Biologia

### Comportamento
Gregario, si incontra in banchi.

### Alimentazione
Si nutre di zooplancton, di stadi giovanili di pesci e di detrito galleggiante.

### Riproduzione
Le uova hanno filamenti adesivi e vengono deposte su oggetti galleggianti o sommersi.

## Pesca
Di nessuna importanza.

## Conservazione
La Lista rossa IUCN non valuta questa specie.